# Siesta

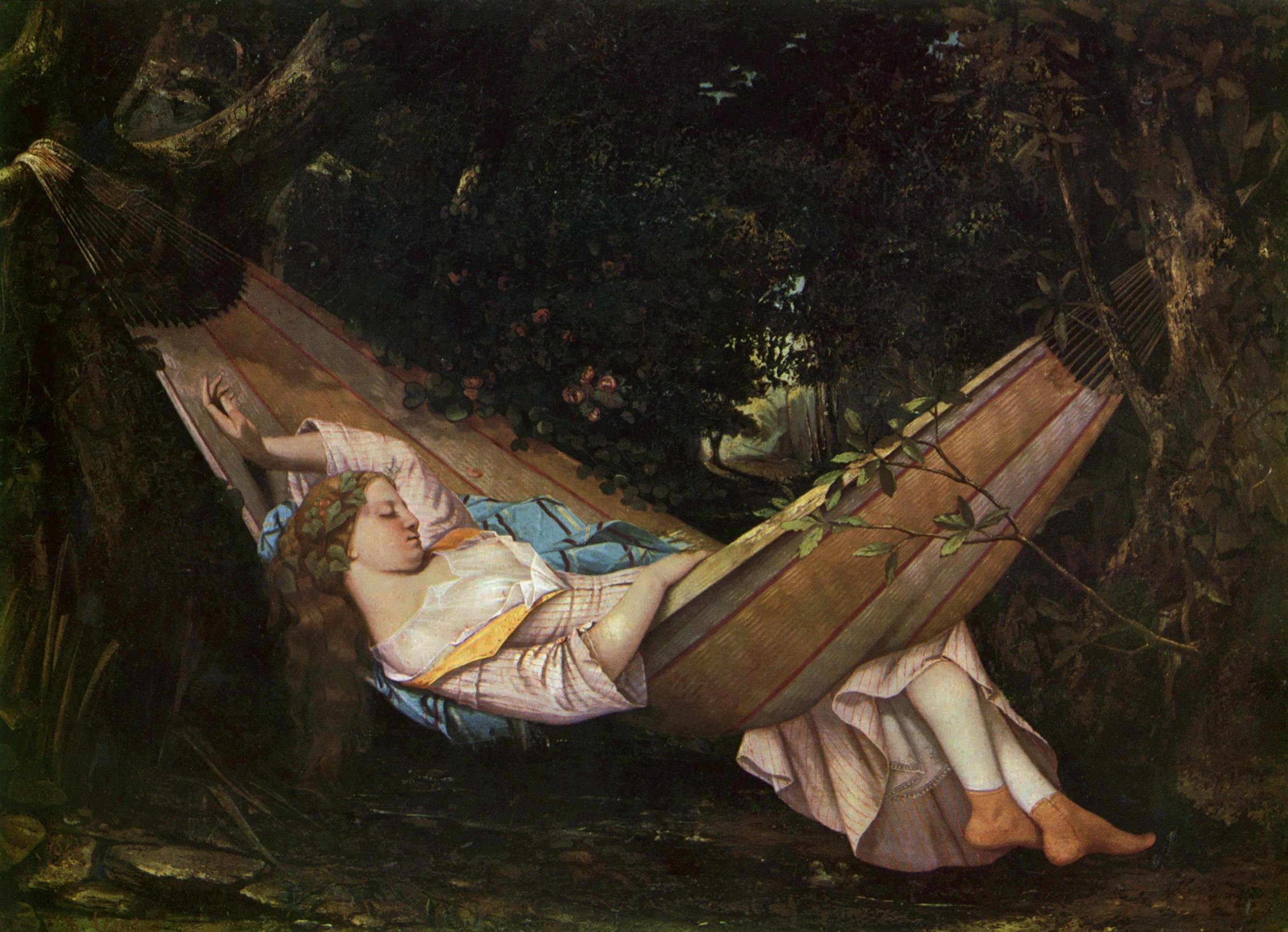
Eine junge Frau hält Siesta in einer Hängematte (Gemälde von Gustave Courbet, 1844)

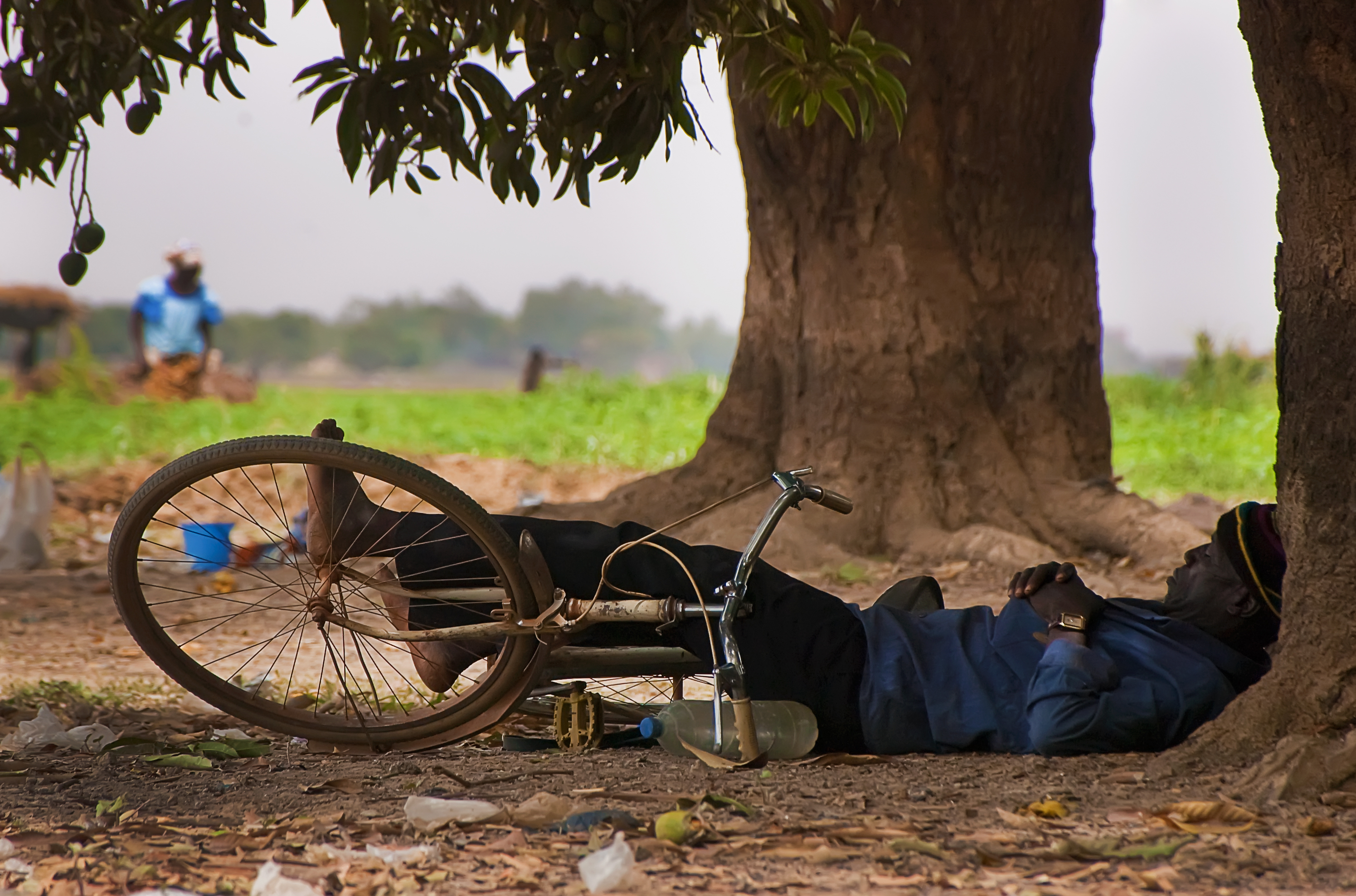
Siesta im Schatten von Mangobäumen in Ouagadougou

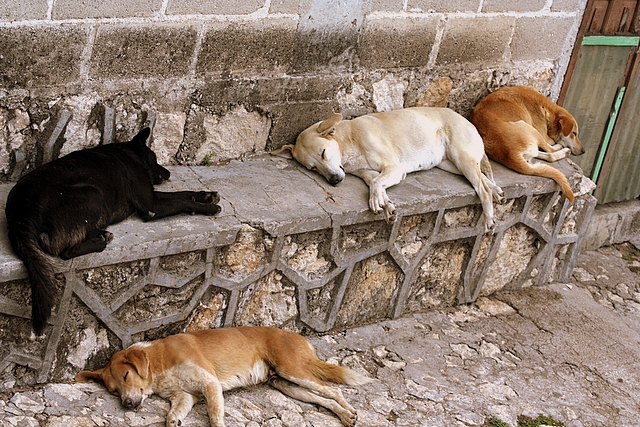
Siesta von Straßenhunden in San Cristobal, Chiapas

Die Siesta (von lat. sessitare (Frequentativ von sedere) "herumsitzen" oder von sexta (hora) "Mittagszeit") ist der traditionelle spanische Mittagsschlaf. In Italien heißt die traditionelle Mittagsruhe des Pflügers riposo.

## Ablauf
Typischerweise isst man in Spanien ab 14 Uhr zu Mittag, und die eventuelle, anschließende Siesta kann durchaus rund zwei Stunden, also bis etwa 17 oder 18 Uhr dauern (im Sommer oft deutlich später als im Winter). Dieser Mittagsschlaf ist unter anderen Bezeichnungen auch in vielen anderen wärmeren Ländern üblich, in Europa z. B. als sesta in Portugal, unter anderen Namen in Süditalien, im Süden Frankreichs oder Griechenland. Der Begriff geht auf lateinisch sexta hora zurück, die sechste Stunde nach Sonnenaufgang. In den südlichen Ländern Europas ist dies die besonders heiß empfundene Mittagszeit mit maximaler Sonnenstrahlung, in der Arbeit und Tätigkeiten im Freien übermäßig anstrengend sind. Man nutzt daher eher die frühen Morgenstunden sowie insbesondere den späten Abend, um sich außer Haus zu bewegen und auch zu arbeiten. Der fehlende Schlaf wird tagsüber nachgeholt.
Zu diesem Mittagsschlaf passend schließen in Spanien viele kleinere Unternehmen etwa zwischen 14 und 17 Uhr. Diese lange Pause dient dazu, nach Hause zum Mittagessen zu fahren sowie eventuell eine Siesta zu halten, bevor der eigentliche Nachmittag (etwa 17:30 bis 21 Uhr) anfängt. Ein häufiges Missverständnis besteht darin, dass viele Nicht-Spanier meinen, das Wort Siesta beziehe sich auf die lange Mittagspause insgesamt.

## Gegenwart
Die Siesta ist jedoch, jedenfalls unter der arbeitenden Bevölkerung, deutlich auf dem Rückzug, da die Mittagspause in größeren Firmen in der Regel auf ein bis zwei Stunden begrenzt ist. In globalen Unternehmen wird die Mittagspause auch nach zentraleuropäischem oder amerikanischem Vorbild auf bis zu 30 Minuten reduziert.
Andererseits gibt es in vielen spanischen Unternehmen in den Sommermonaten traditionell eine Sommer-Arbeitszeit, in der die Mittagspause ganz ausfällt. Da gleichzeitig die Wochenarbeitszeit leicht reduziert wird (etwa von 40 auf 35 Stunden) arbeitet man dann beispielsweise von 8 bis 15 Uhr durchgehend und hat dann (nach spanischer Sicht) den gesamten Nachmittag frei, was auch wiederum für eine Siesta verwendet werden kann.